# Wiersz śmierci

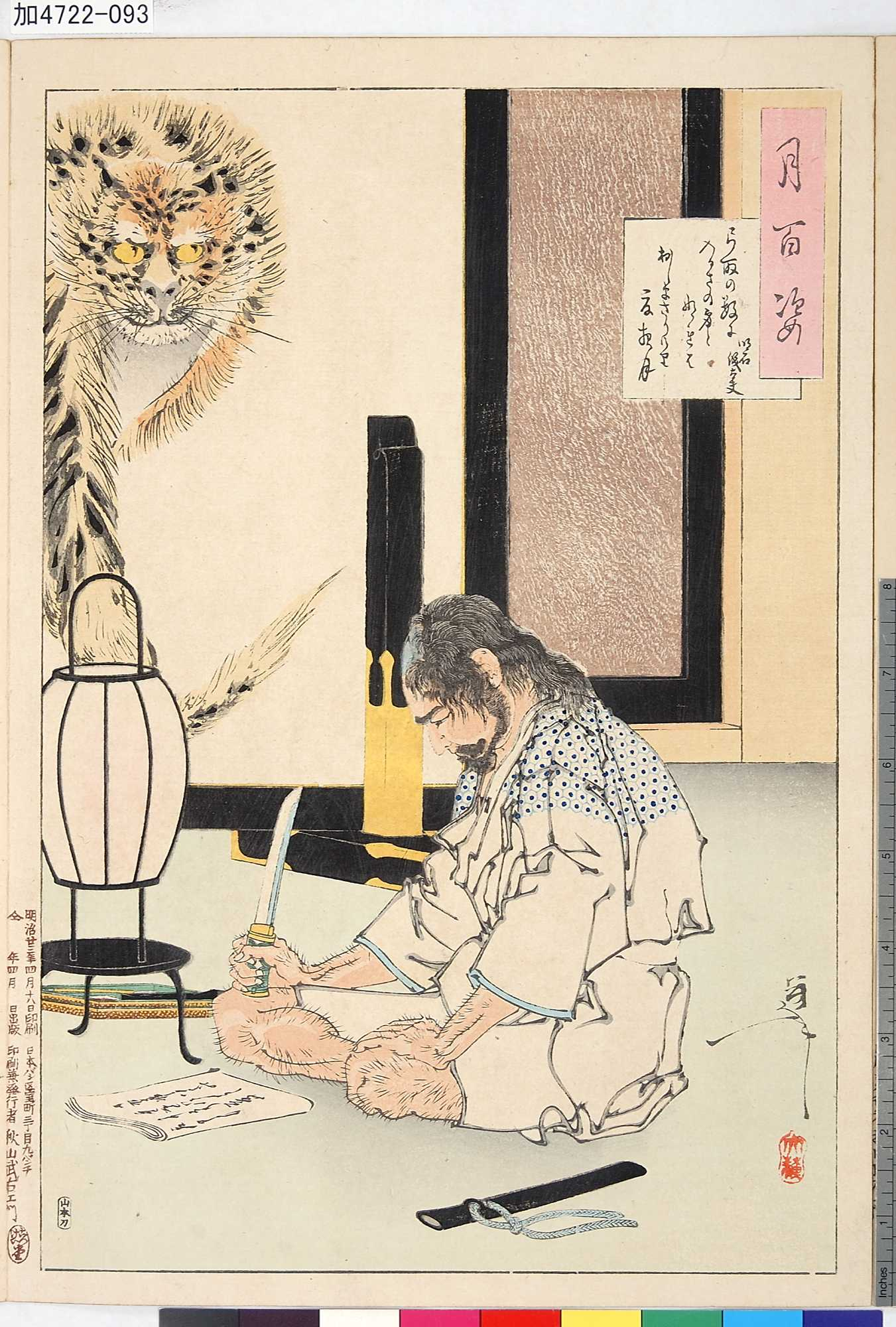
Yoshitoshi Tsukioka (1839–1892), Generał Gidayū Akashi przygotowujący się do popełnienia seppuku po przegranej bitwie swojego pana, Mitsuhide Akechi, w 1582 roku (jego wiersz śmierci, już napisany, jest widoczny w górnym prawym rogu)

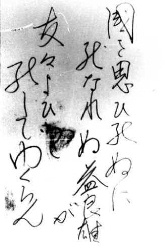
Wiersz por. Hiroshiego Kuroki, współtwórcy „żywych torped” (kaiten), który zmarł 6 września 1944 r. w czasie testów tej broni

Pisanie wierszy śmierci (jap. 辞世の句 jisei no ku) jest charakterystyczne dla niektórych kultur. Jisei są jednak szczególne dla Japonii.
Chodzi o to, aby przed śmiercią wyrazić kwintesencję życia w poezji.

## Jisei no ku
"Wywodząc się z ducha buddyzmu zen, widzącego taniec życia i śmierci jako połączenie aspektów jednej rzeczywistości, wiersze śmierci stały się w kulturze japońskiej swoistą konwencją, której podporządkowanie się było niepisanym obowiązkiem każdego poety."
Wiersz śmierci był swoistym świadectwem życia i autentyczności twórczości oraz testamentem artysty. Wiersze te były często pisane na długo przed śmiercią i w miarę upływu czasu modyfikowane przez autora. Są one ostatnim twórczym śladem pozostawionym przez człowieka. "Są – te wiersze – refleksyjne, liryczne, czasem pełne humoru, niekiedy zadumy, zagadkowe i banalne, urzekające obrazem poetyckim lub zastanawiające dosłownością i prozaicznością."
Dosłowne wyrażenie śmierci było raczej obraźliwe, stąd przedstawiano ją metaforycznie jako zachód słońca, jesień, opadające płatki kwiatów wiśni (sakura), sen czy kruka. Wiersz powinien być naturalny, neutralny emocjonalnie i zgodny z naukami buddyzmu i shintō. "Śmierć w tych wierszach nie jest demoniczna i przerażająca. Przeciwnie, jest przyjazna, delikatna i łagodna. /.../ Są one świadectwem stanu ducha, któremu obcy jest paniczny lęk śmierci, ducha, który przekracza radości i cierpienia życia i przenosi nas w nieskończoność przestrzeni i wieczności."

## Wiersze
Oto kilka przykładów jisei.

KINEI (1733-1778)

Jesienne kwiaty mej modlitwy
kryją w sobie
nasionka raju

KOHA (? – 1897)

Odkładam pędzelek
by porozmawiać z księżycem
osobiście

MASAHIDE (1656 – 1723)

Mój dom spłonął
I nic już
nie zasłania księżyca

NANDAI (1786 – 1817)

Tylko śmierć zna spokój
Życie jest
jak rozpuszczający się śnieg

RETSUZAN (1789 – 1826)

Tej nocy kiedy zrozumiałem
że świat jest jak kropla rosy
Przebudziłem się ze snu
SEISA (1675 – 1722)

To ciało bezużyteczne
niczym ostatnia śliwka
na drzewie

## Literatura
- Has, Marek (tłum.), "Japońskie wiersze o śmierci", Wyd. Miniatura, Kraków 1991

- Blackman, Sushila (1997). Graceful Exits: How Great Beings Die: Death Stories of Tibetan, Hindu & Zen Masters. Weatherhill, Inc.: USA, New York, New York. ISBN 0-8348-0391-7

- Hoffmann, Yoel (1986). Japanese Death Poems: Written by Zen Monks and Haiku Poets on the Verge of Death. Charles E. Tuttle Company: USA, Rutland, Vermont. ISBN 0-8048-1505-4